# Râul Yarra
Râul Yarra este situat in sudul Statului Victoria, Australia. Locul de vărsare este punctul în care s-a fondat Orașul Melbourne.
Râul Yarra are o lungime de aproximativ 242Km fiind alimentat de zăpezile din Munții Yarra Ranges și se varsă în Golful Port Phillip. Principalli afluenți sunt: Râul Plenty, Pârâul Merri, Pârâul Darebin, Pârâul Gardiners și Pârâul Moonee Ponds.
De-a lungul râului s-au construit numeroase lacuri de acumulare folosite pentru alimentarea cu apă potabilă a Orașului Melbourne. În zona mediană Râul Yarra traversează o bogată zonă viticolă ce constitue unul din punctele turistice notabile ale Statului Victoria.
În aval, Râul Yarra șerpuiește aproximativ 60Km prin suburbiile Capitalei Melbourne și trece chiar prin Centrul Orașului. De-a lungul malurilor sunt amenajate numeroase parcuri și zone verzi întretăiate de piste pentru bicicliști și pietoni. Multe școli situate chiar pe maluri au fondat cluburi de canotaj. Pe tot parcursul anului în multe locuri de-a lungul malurilor sunt organizate multiple festivaluri și sărbători. Pentru amatori sunt disponibile ambarcațiuni pentru croaziere.
Ultima secțiune traversează cel mai mare port al Australiei: Portul Melbourne. Ultimele două poduri construite peste Yarra: Podul Bolte și Podul West Gate sunt impresionante atât ca lungime dar și prin înălțimea lor.